# Huta Podłysica
Huta Podłysica (dawn. Huta Nowa Podłysica) – wieś w Polsce położona w województwie świętokrzyskim, w powiecie kieleckim, w gminie Bieliny.
| SIMC    | Nazwa  | Rodzaj    |
| ------- | ------ | --------- |
| 0228080 | Pipała | część wsi |

W latach 1975–1998 miejscowość administracyjnie należała do województwa kieleckiego.

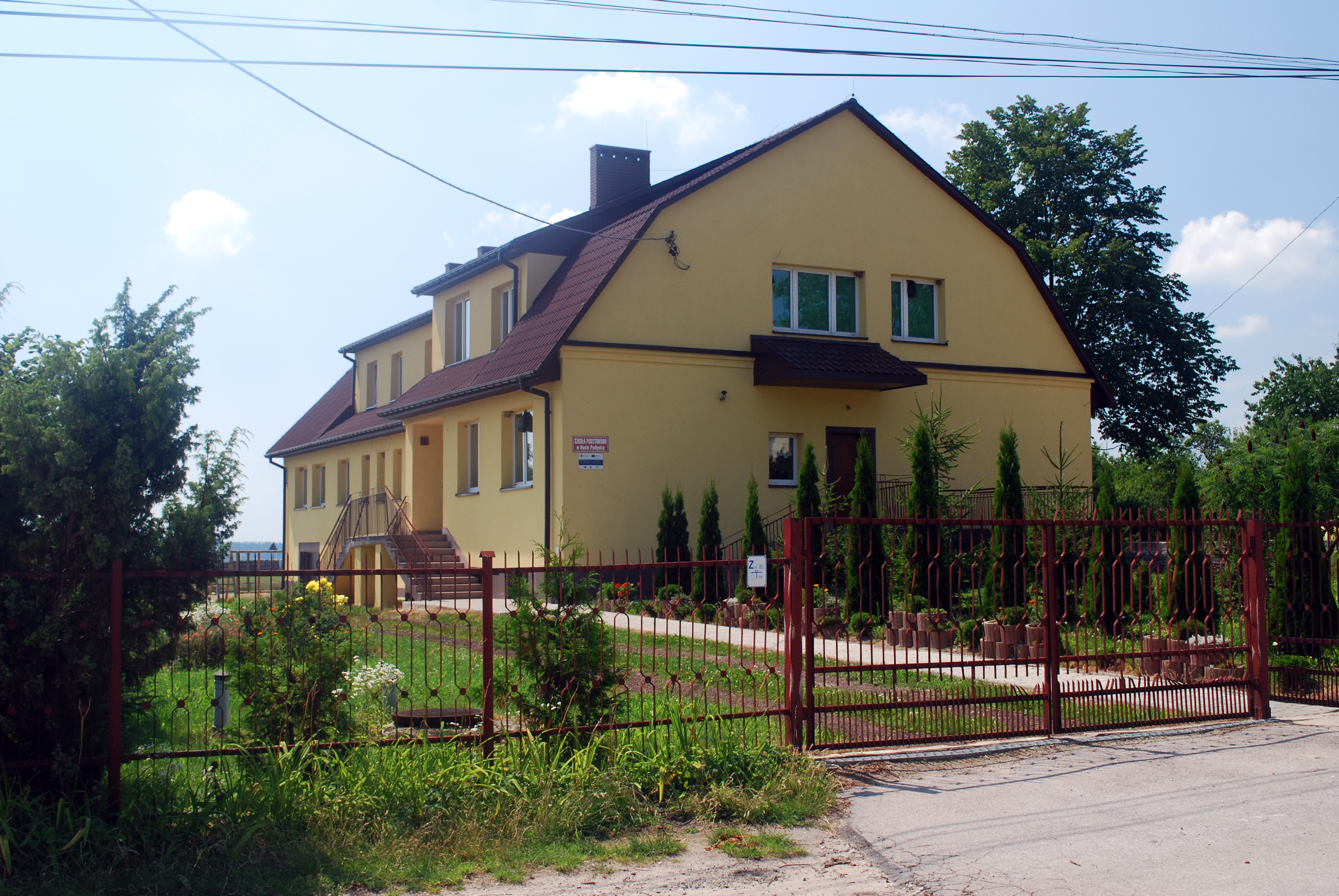
Szkoła Podstawowa w Hucie Podłysicy